# Cubocephalus sternocerus
Cubocephalus sternocerus är en stekelart som först beskrevs av Thomson 1873.  Cubocephalus sternocerus ingår i släktet Cubocephalus och familjen brokparasitsteklar. Arten är reproducerande i Sverige. Inga underarter finns listade i Catalogue of Life.